# Comté de Schoolcraft
Pour les articles homonymes, voir Schoolcraft.
Le comté de Schoolcraft (Schoolcraft County en anglais) est dans le sud de la péninsule supérieure de l'État du Michigan, sur la rive de lac Michigan. Son siège est à Manistique. Selon le recensement de 2000, sa population est de 8 903 habitants.

## Géographie
Le comté a une superficie de 4 879 km², dont 3 051 km² en surfaces terrestres. 

### Comtés adjacents
- Comté de Luce (nord-est)
- Comté de Mackinac (sud-est)
- Comté de Delta (sud-ouest)
- Comté d'Alger (nord-ouest)